# Lovaglás az 1996. évi nyári olimpiai játékokon
Az 1996. évi nyári olimpiai játékokon a lovaglásban hat versenyszámot rendeztek.

## Éremtáblázat
(A rendező ország csapata és a magyar érmesek eltérő háttérszínnel, az egyes számoszlopok legmagasabb értéke, vagy értékei vastagítással kiemelve.)
| Az 1996. évi nyári olimpiai játékok éremtáblázata lovaglásban | Az 1996. évi nyári olimpiai játékok éremtáblázata lovaglásban | Az 1996. évi nyári olimpiai játékok éremtáblázata lovaglásban | Az 1996. évi nyári olimpiai játékok éremtáblázata lovaglásban | Az 1996. évi nyári olimpiai játékok éremtáblázata lovaglásban | Olimpia  |
| ------------------------------------------------------------- | ------------------------------------------------------------- | ------------------------------------------------------------- | ------------------------------------------------------------- | ------------------------------------------------------------- | -------- |
|                                                               | Ország                                                        | Arany                                                         | Ezüst                                                         | Bronz                                                         | Összesen |
| 1.                                                            | Németország (GER)                                             | 4                                                             | 0                                                             | 0                                                             | 4        |
| 2.                                                            | Új-Zéland (NZL)                                               | 1                                                             | 1                                                             | 1                                                             | 3        |
| 3.                                                            | Ausztrália (AUS)                                              | 1                                                             | 0                                                             | 0                                                             | 1        |
|                                                               |                                                               |                                                               |                                                               |                                                               |          |
| 4.                                                            | Egyesült Államok (USA)                                        | 0                                                             | 2                                                             | 2                                                             | 4        |
| 5.                                                            | Hollandia (NED)                                               | 0                                                             | 2                                                             | 1                                                             | 3        |
| 6.                                                            | Svájc (SUI)                                                   | 0                                                             | 1                                                             | 0                                                             | 1        |
|                                                               |                                                               |                                                               |                                                               |                                                               |          |
| 7.                                                            | Brazília (BRA)                                                | 0                                                             | 0                                                             | 1                                                             | 1        |
| 7.                                                            | Franciaország (FRA)                                           | 0                                                             | 0                                                             | 1                                                             | 1        |
|                                                               |                                                               |                                                               |                                                               |                                                               |          |
| Összesen                                                      | Összesen                                                      | 6                                                             | 6                                                             | 6                                                             | 18       |

## Érmesek
| Az 1996. évi nyári olimpiai játékok érmesei lovaglásban | | | |
| Versenyszám                                             | Arany | Ezüst | Bronz |
| Díjlovaglás egyéni                                      | Isabell Werth Gigolo · Németország (GER) | Anky van Grunsven Bonfire · Hollandia (NED)                                                                                        | Sven Rothenbergerl Weyden · Hollandia (NED)                                                                                            |
| Díjlovaglás csapat                                      | Németország (GER) · Klaus Balkenhol Goldstern · Martin Schaudt Durgo · Monica Theodorescu Grunox · Isabell Werth Gigolo                         | Hollandia (NED) · Tineke Bartels Barbria · Anky van Grunsven Bonfire · Sven Rothenberger Weyden · Gonnelien Rothenberger Gonnelien | Egyesült Államok (USA) · Robert Dover Metallic · Michelle Gibson Peron · Steffen Peters Udon · Guenter Seidel Graf George              |
| Díjugratás egyéni                                       | Ulrich Kirchhoff Jus De Pommes · Németország (GER)                                                                                              | Willi Melliger Calvaro · Svájc (SUI)                                                                                               | Alexandra Ledermann Rochet M · Franciaország (FRA)                                                                                     |
| Díjugratás csapat                                       | Németország (GER) · Franke Sloothaak Joly Coeur · Lars Nieberg For Pleasure · Ulrich Kirchhoff and Jus De Pommes · Ludger Beerbaum and Ratina Z | Egyesült Államok (USA) · Peter Leone Legato · Leslie Burr-Howard Extreme · Anne Kursinski Eros · Michael R. Matz Rhum              | Brazília (BRA) · Luiz Azevedo Cassiana · Álvaro de Miranda Neto Aspen · André Johannpeter Calei · Rodrigo Pessoa Loro Piana TomBoy     |
| Lovastusa egyéni                                        | Blyth Tait Read Teady · Új-Zéland (NZL) | Sally Clark Squirrel Hill · Új-Zéland (NZL)                                                                                        | Kerry Millikin Out and About · Egyesült Államok (USA)                                                                                  |
| Lovastusa csapat                                        | Ausztrália (AUS) · Wendy Schaeffer Sunburst · Gillian Rolton Peppermint Grove · Andrew Hoy Darien Powers · Phillip Dutton True Blue Girdwood    | Egyesült Államok (USA) · Karen O'Connor Biko · David O'Connor Giltedge · Bruce Davidson Heyday · Jill Henneberg Nirvana            | Új-Zéland (NZL) · Blyth Tait Chesterfield · Andrew Nicholson Jaggermeister II · Vaughn Jefferis Bounce · Victoria Latta Broadcast News |